# Ludwig von Köchel
Ludwig Alois Ferdinand Ritter von Köchel (14. januar 1800 i Stein – 3. juni 1877 i Wien) var musikforsker, forfatter, komponist, botaniker og udgiver. Han er bedst kendt for sit katalog over Mozarts værker og de "KV-numre" under hvilke de er kendt (KV står for Köchel-Verzeichnis).
Han læste jura i Wien og var i 15 år mentor for ærkehertug Charles af Østrigs børn. 
Köchel blev derfor slået til ridder. En gavmild økonomisk aftale gjorde det muligt for ham at tilbringe resten af sit liv som en privat videnskabsmand. Der var blandt hans samtidige stor respekt for hans forskning i Nordafrika, på den iberiske halvø, i Storbritannien, ved Nordkap og i Rusland.
Udover botanik interesserede Köchel sig for geologi og mineralogi. I tilgift elskede han musik og var medlem af Mozarteum Salzburg.
I 1862 udgav han Köchelkataloget, en kronologisk og tematisk oversigt over Mozarts værker. Der var ikke tidligere lavet kataloger af det omfang, Köchelkataloget havde. Det bygger på en veldokumenteret forskning i Mozarts værker, men er blevet revideret adskillige gange. Man henviser ofte til Mozarts værker ved at bruge Köchelnummeret. Fx har Symfoni nr. 41 (Jupitersymfonien) KV 551.
Köchel inddelte Mozarts værker i 24 kategorier, som blev brugt af Breitkopf, da de udgav den første komplette udgave af Mozarts værker i årene fra 1877 til 1905, en opgave der delvis blev finansieret af Köchel selv.